# قلعه بارقوق
قلعه برقوق (عربی: قلعة برقوق‎) یا کاروانسری یونس النوروزی یا به زبان ساده خان یونس ، کاروانسرایی و مسجد مستحکم دوران ممالیک و بنای تاریخی همنام خان یونس در نوار غزه در منطقه فلسطین است. این قلعه ۲۰ کیلومتر (۱۲ مایل) از مرز بین مصر و نوار غزه، در کنار جاده تاریخی قاهره به دمشق قرار دارد. شهر فلسطینی خان یونس به دلیل وجود این بنابه این نام نامگذاری شده است. این بنا در طول جنگ اسرائیل و حماس آسیب دید.

## تاریخچه و نام

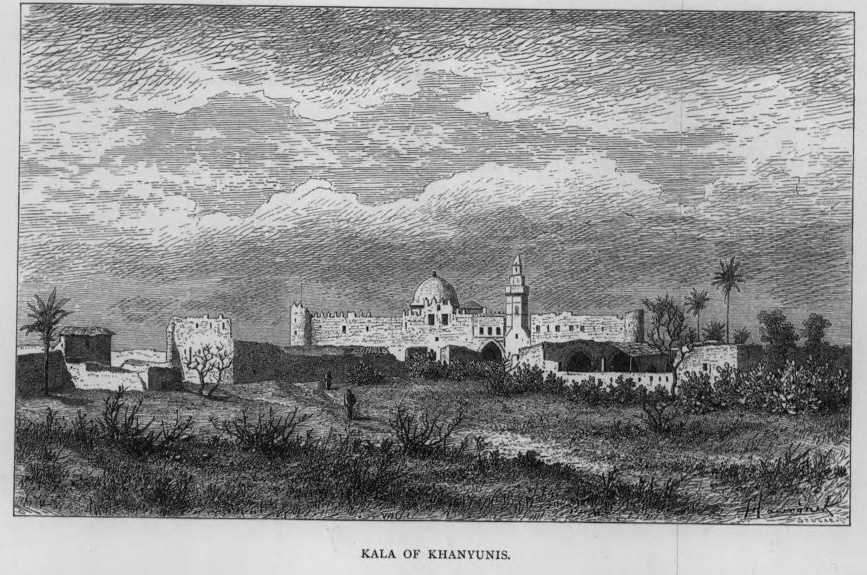
در سال 1881

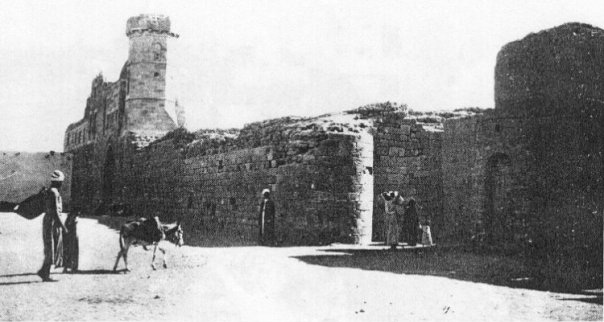
در دهه 1930

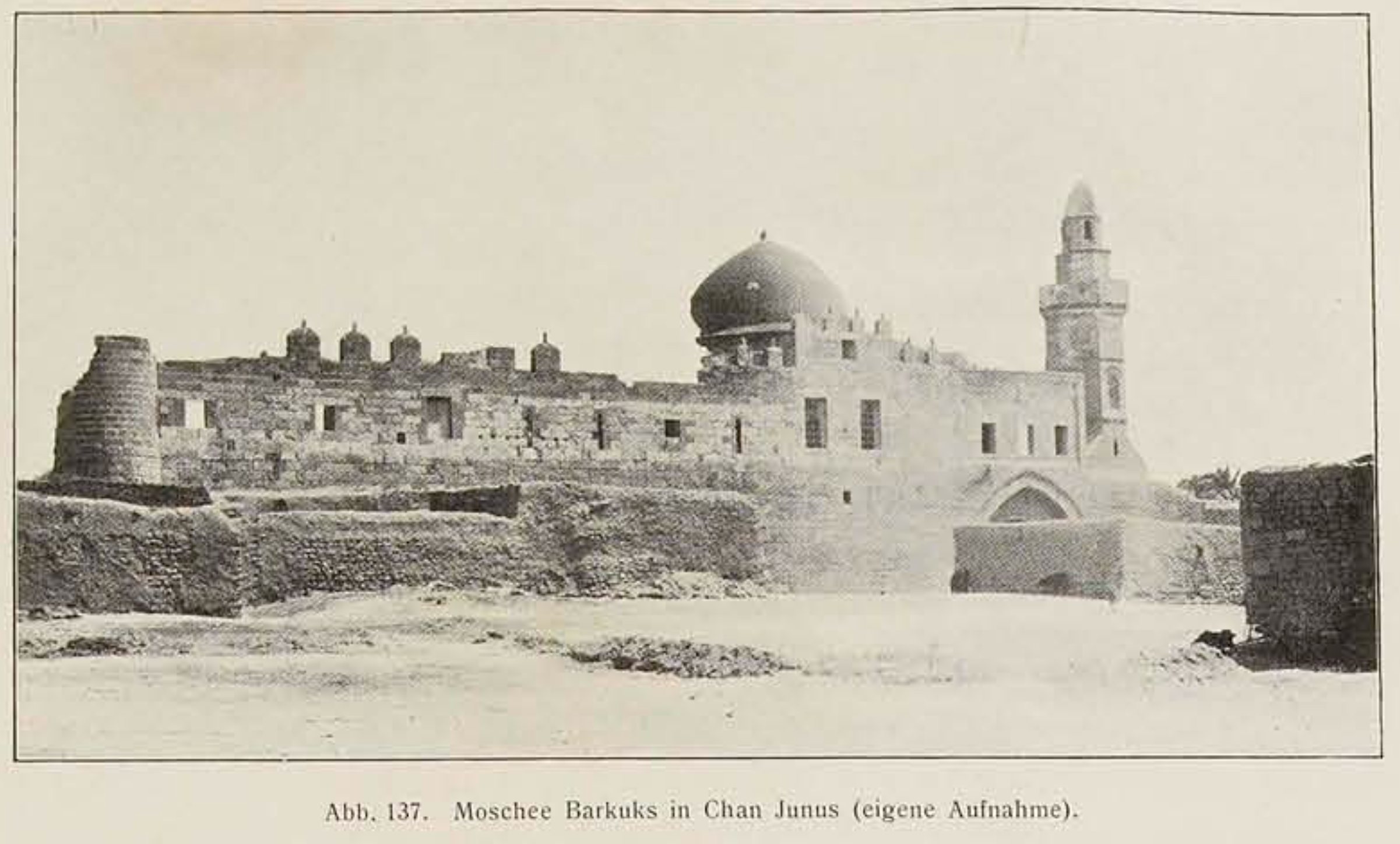
در اوایل دهه 1900

کتیبه برجسته عربی بالای دروازه ورودی بیان می کند که این بنا در سال های ۱۳۸۷-۱۳۸۸ میلادی توسط يونس النوروزي دوادار یکی از مقامات عالی رتبه (دوادار ) سلطان ممالیک برقوق ساخته شده است. نامهای یونس و بارقوق هر دو در سه کتیبه عربی بالای دروازه اصلی ساختمان ذکر شده‌اند، و بنابراین تصور می شود که دو نام رایج ساختمان - قلعه بارقوق و خان یونس - از نام آنها گرفته شده است. برخی دیگر مدعی شده اند که منظور یونس پیامبر است. کلمه قلعه در عربی به معنای بنای مستحکم است، در حالی که خان واژه دیگری برای کاروانسرا است و به کاربرد اولیه آن به عنوان مکانی برای تجار سیار اشاره دارد. نام خان یونس متعاقباً توسط شهری که در اطراف ساختمان توسعه یافته بود پذیرفته شد.

## دوران ممالیک و عثمانی
این بنا به عنوان یک کاروانسرا ساخته شد تا به عنوان مرکزی در میانه راه بین دمشق و قاهره ، دو شهر بزرگ سلطنت مملوک، برای محافظت از کاروان های تجاری، زائران و مسافران باشد.  خان همچنین به عنوان ایستگاه استراحت برای پیک های برید ، شبکه پستی مملوک در فلسطین و سوریه خدمت کرد.
در طول قرن‌های ۱۷ و ۱۸، عثمانی‌ها یک پادگان عزب مرتبط با ارگ قاهره را برای محافظت از قلعه تعیین کردند. 
این بنا در سال ۱۸۶۳ میلادی توسط کاشف فرانسوی ویکتور گوئرین بازدید شد.

## تخریب و آسیب
در جریان تهاجم اسرائیل به نوار غزه ، صدها مکان تاریخی آسیب دیده و یا ویران شدند . ماهیت مداوم درگیری بازدید از سایت ها و ارزیابی آسیب را دشوار می کند و در ژانویه ۲۰۲۴ وضعیت سایت نامعلوم بود. ماه بعد مجله +972 گزارش داد که قلعه برقق در هنگام حمله به منطقه آسیب دیده است. مرکز تاریخی خان یونس شدیدتر از درگیری های قبلی مورد هدف قرار گرفت و در نتیجه خسارات قابل توجهی به مکان های تاریخی از جمله قلعه برقوق وارد شد.  یونسکو در حال ارزیابی تاثیر درگیری بر سایت های میراث فرهنگی با استفاده از تجزیه و تحلیل از راه دور است. آنها بارقوق را در میان ۶۴ سایت با آسیب تأیید شده تا ۲۲ ژوئیه ۲۰۲۴ قرار دادند.

## پلان

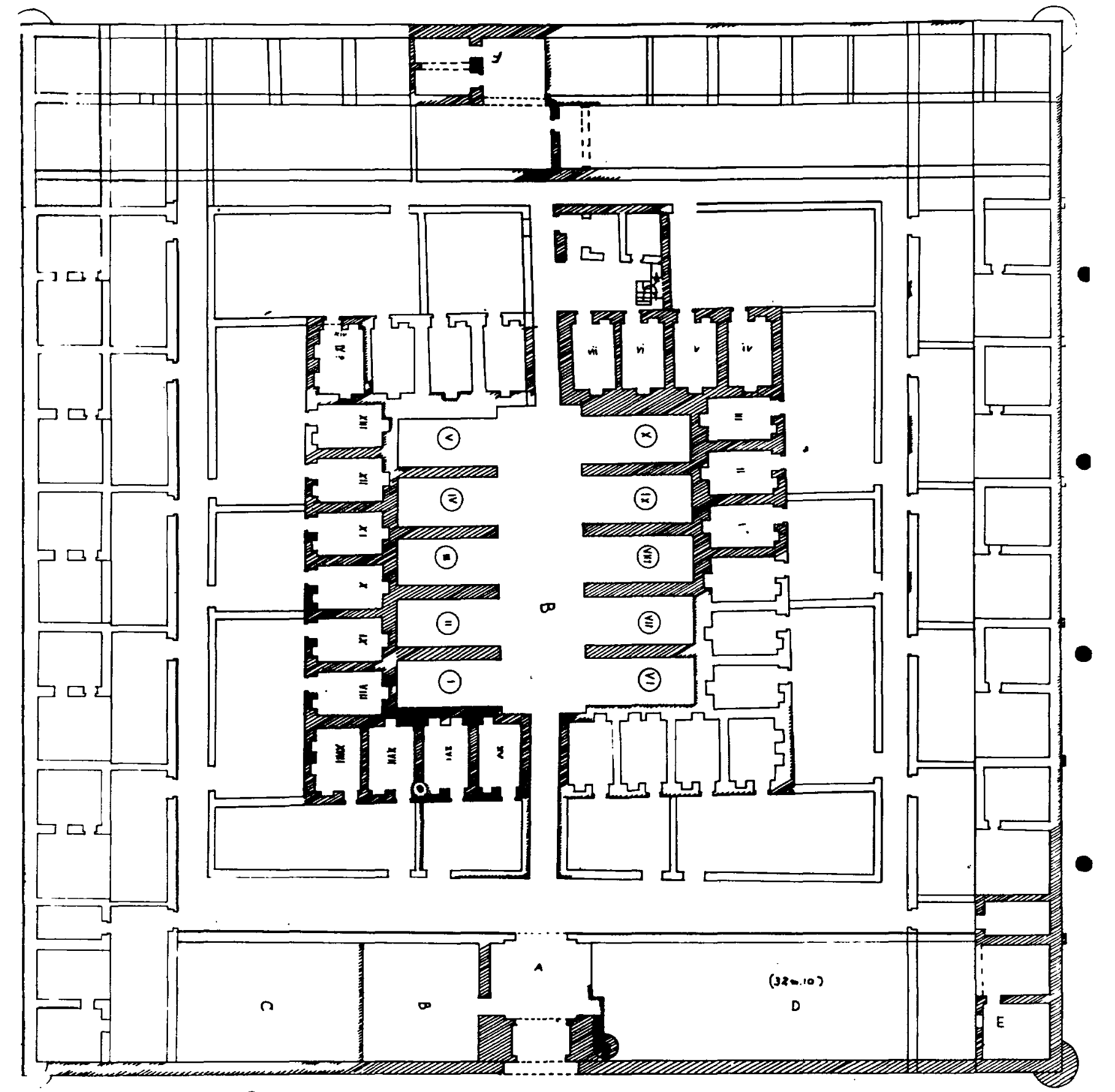
طرح دیمیتری بارامکی از بقایای قلعه در دهه ۱۹۳۰

این قلعه در ابتدا مربع بود و اضلاع آن حدود ۸۰ متر (۲۶۰ فوت) بود و مساحت ۶٬۴۰۰ متر مربع (۶۹٬۰۰۰ فوت مربع) . هر گوشه یک برج گرد داشت. ورودی اصلی در نمای شمال غربی بود.  این قلعه از دو طبقه و یک مسجد برای نماز تشکیل شده است. 

## تصاویر

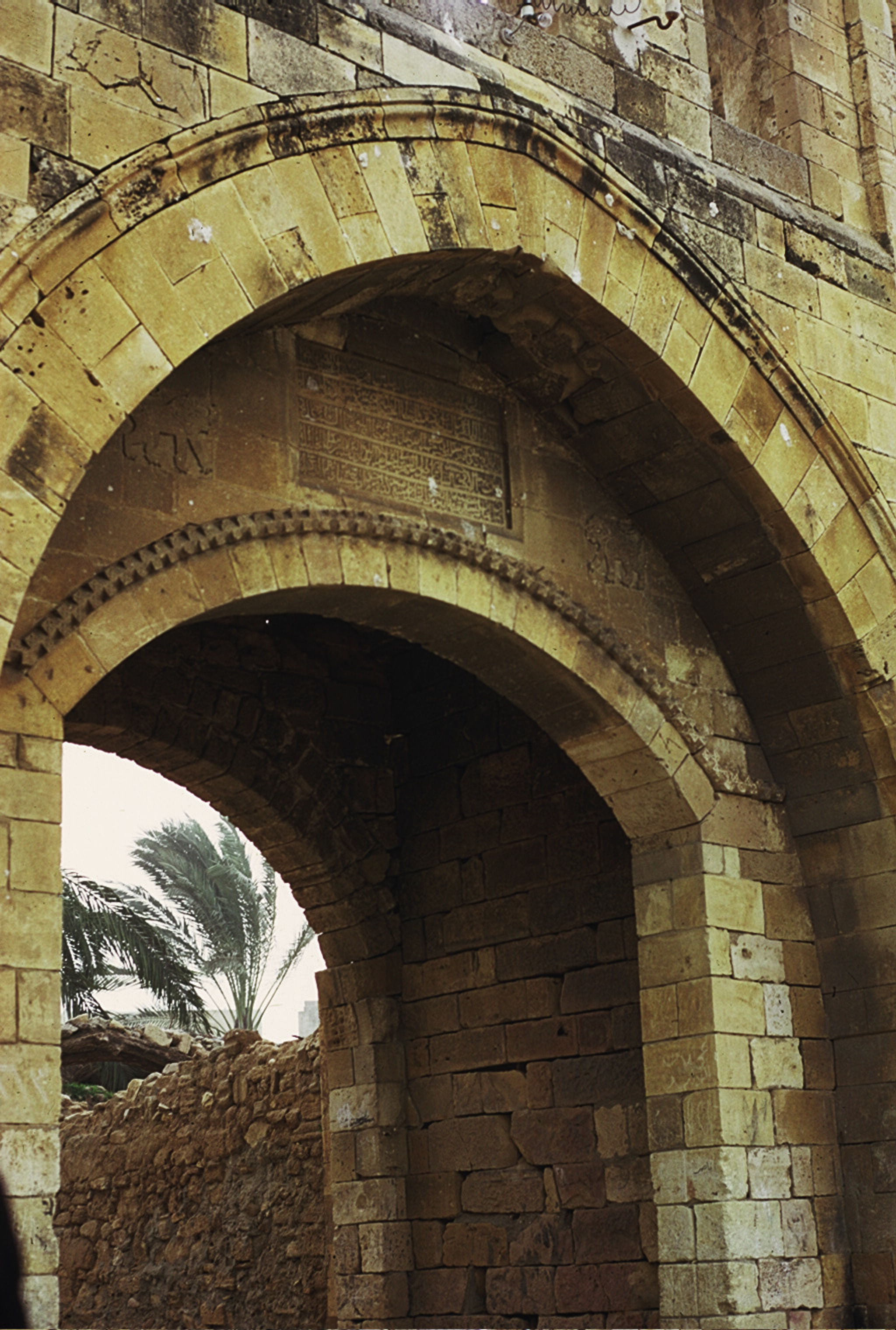
ورودی در نمای جنوب شرقی با کتیبه ای در بالا
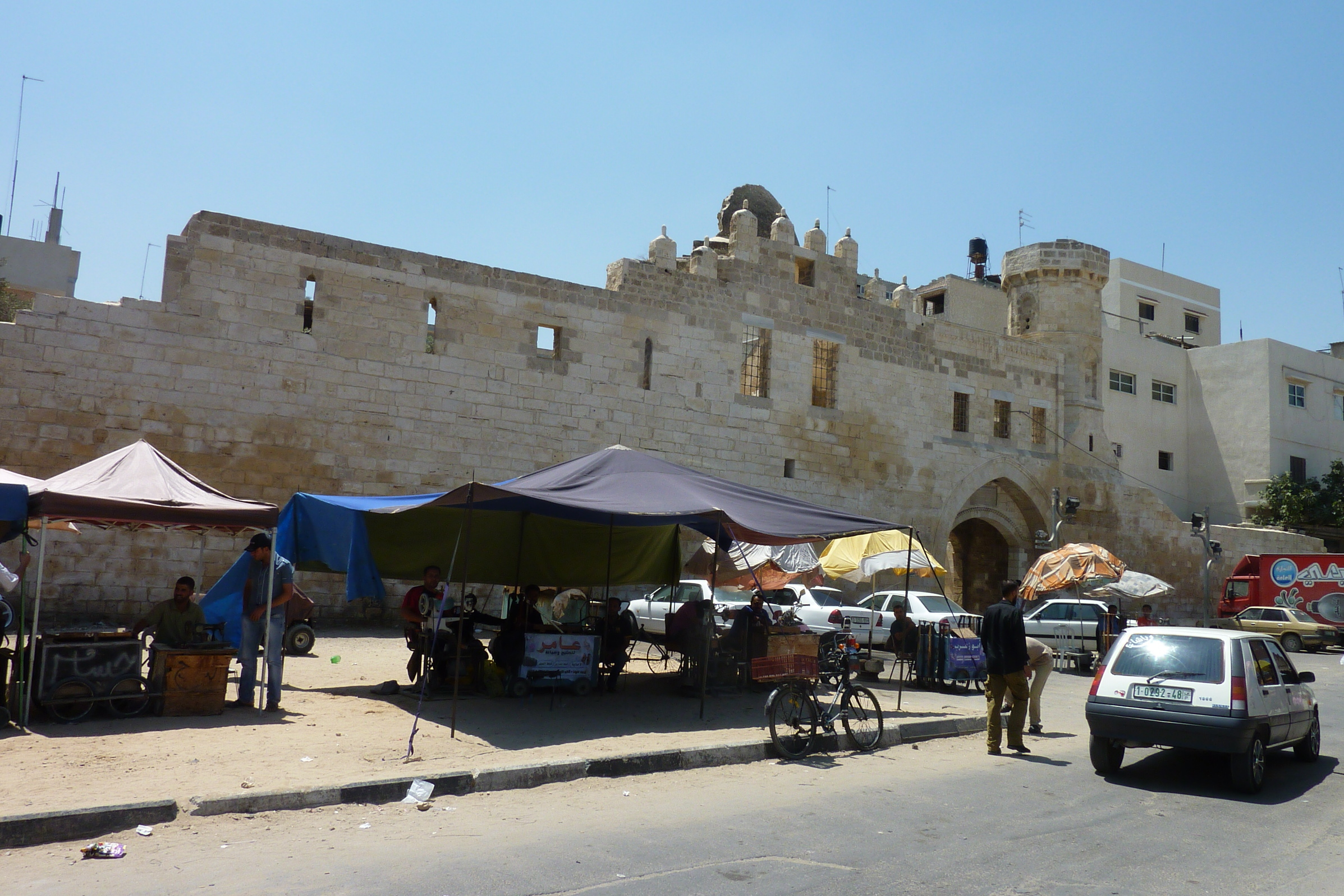
نمای جنوب شرقی که از جنوب دیده می شود
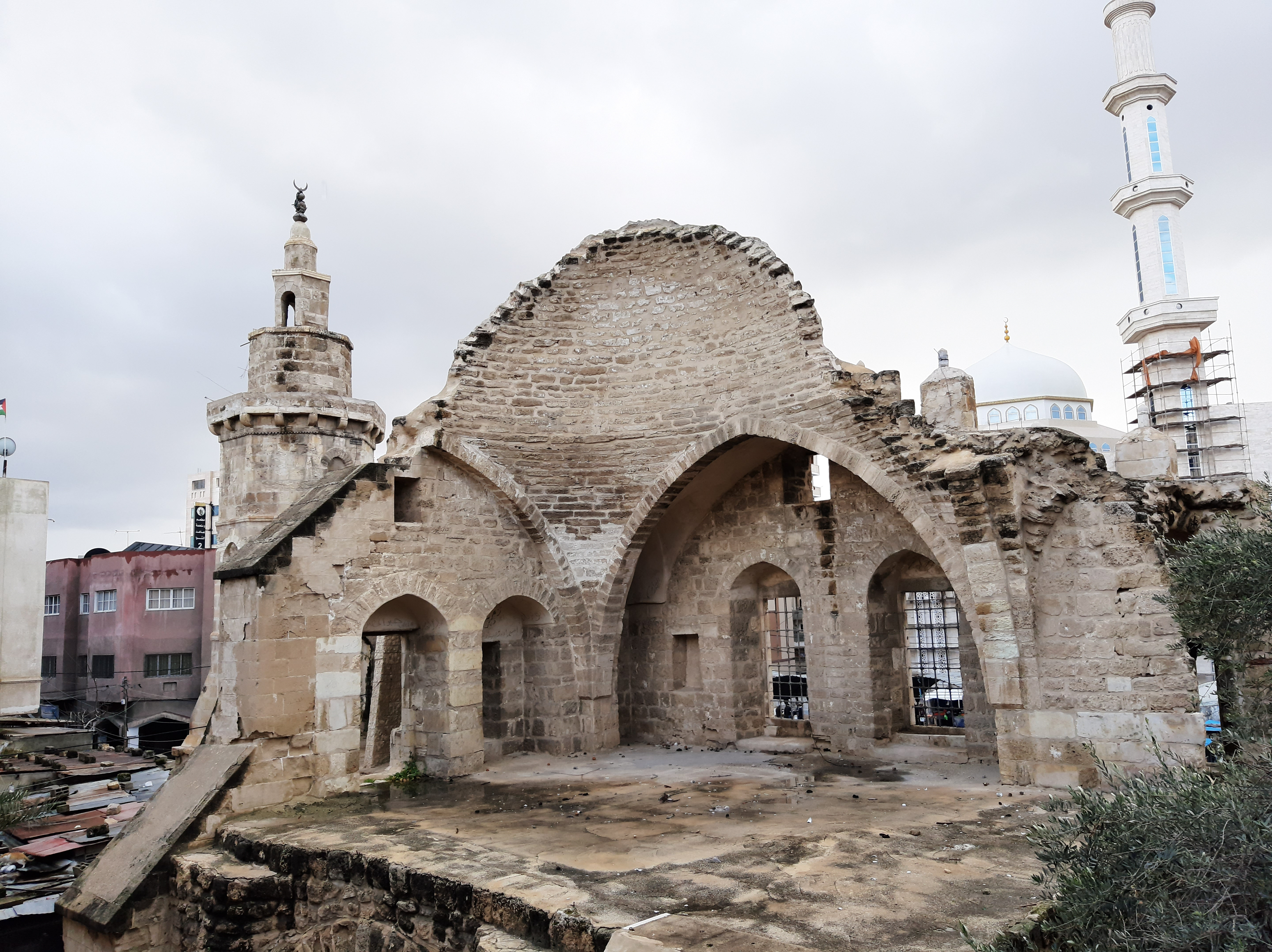
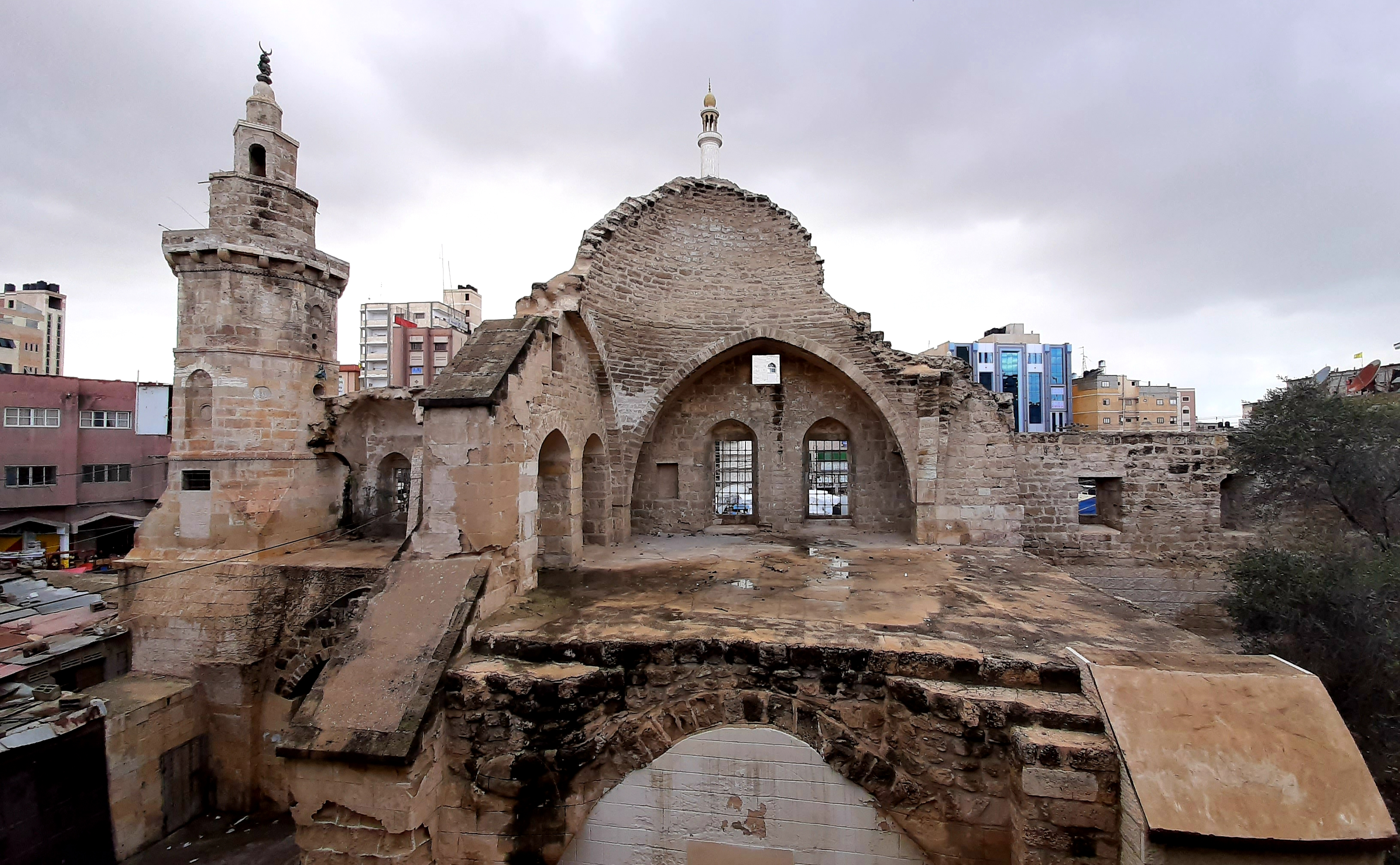
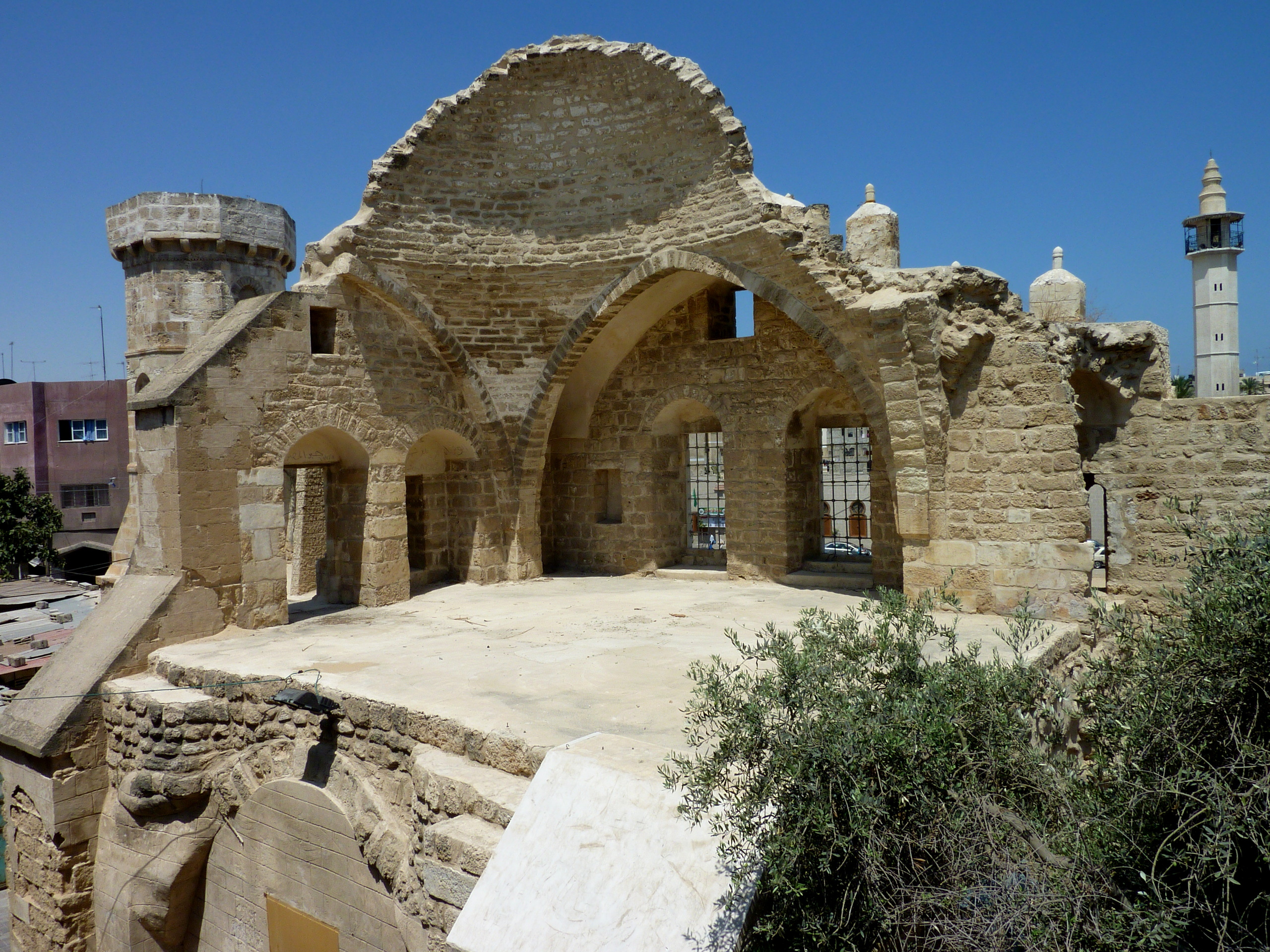
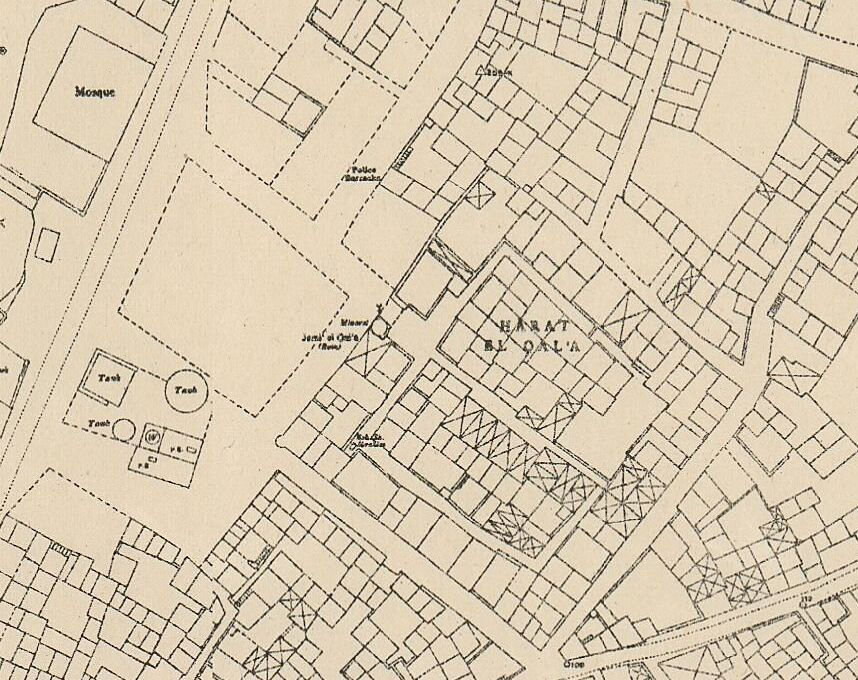
بررسی نقشه فلسطین ، 1940، نشان دهنده "حارات ال قلعه" ("محله قلعه")

## مراجع
1. 1 2 3 4 5  (Guérin 1869): "Il doit son nom de Khan Younès, à un château ou khan fortifié, construit, dit-on, sous le sultan Barkouk, par un émir appelé Younès, l'an 790 de l'hégire. D'autres prétendent qu'il faut voir dans ce nom celui du prophète Jonas, que les Arabes appellent Neby Younes. Dans tous les cas, à part la façade occidentale et quelques parties du mur d'enceinte, ce château est aujourd'hui très-dégradé et tombe complétement en ruine. Il formait un grand carré, flanqué, à ses quatre angles, d'une demi-tour ronde. Une mosquée, encore assez bien conservée, y porte le nom de Djama' Soulthan Barkouk; elle est décorée à l'intérieur, et notamment la chaire à prêcher ou member, placée près du mihrab, d'assez beaux morceaux de marbre gris-blanc, provenant, selon toute apparence, d'anciens édifices. Les autres matériaux qui ont servi à bâtir cette mosquée ainsi que tout le reste du château doivent être également en partie antiques; mais ils ont été retaillés. Le dedans de la forteresse est actuellement envahi par des habitations particulières très-délabrées. Elle était autrefois précédée d'une autre enceinte plus vaste, flanquée également de tours, qui est aux trois quarts démolie."
2. ↑  "Palestinians mourn as Israel destroys Gaza archaeological sites". The Express Tribune. 2024-04-24. Retrieved 2024-10-01.
3. ↑  Sharon 1999, p. 228.
4. ↑  (Pitcher)[دقیق بیان نشده]
5. ↑  Hathaway 2002, p. 38.
6. ↑  Ahmed, Kaamil (2024-04-28). "'Everything beautiful has been destroyed': Palestinians mourn a city in tatters". The Observer. Retrieved 2024-10-07. A recent report by the Palestinian culture ministry into Israeli damage to Palestinian heritage said Israel’s bombardment of Gaza had destroyed 207 buildings of cultural or historical significance, including 144 in the old city and 25 religious sites.
7. ↑  Saber, Indlieb Farazi (2024-01-14). "A 'cultural genocide': Which of Gaza's heritage sites have been destroyed?". Al Jazeera. Retrieved 2024-10-07.
8. ↑  Mahdi, Ibtisam (2024-02-17). "The obliteration of Gaza's multi-civilizational treasures". +972 Magazine. Retrieved 2024-10-07.
9. ↑  Taha 2024, p. 55.
10. ↑  "Gaza Strip: Damage assessment". UNESCO. 2024-08-23. Archived from the original on 2024-08-28. Retrieved 2024-10-07.
11. ↑  Abu Khalaf 1983, p. 182.
12. ↑  Al-Barsh 2023, p. 22.